# La Chapelle-en-Lafaye
La Chapelle-en-Lafaye település Franciaországban, Loire megyében. Lakosainak száma 137 fő (2022. január 1.). La Chapelle-en-Lafaye La Chaulme, Saillant, Estivareilles, Marols, Montarcher és Saint-Jean-Soleymieux községekkel határos.

## Népesség
A település népességének változása:
| Lakosok száma | 122  | 103  | 101  | 111  | 134  | 112  | 113  | 130  | 138  | 137  |
|               | 1968 | 1982 | 1990 | 2006 | 2013 | 2015 | 2017 | 2019 | 2020 | 2022 |